# 삼염화 인
삼염화 인(Phosphorus trichloride)은 화학식 PCl3을 갖는 무기 화합물이다. 순수할 때 무색의 액체이며 아인산 에스터와 기타 유기 인 화합물들을 제조하기 위해 사용되는 중요한 산업화학물이다. 독성이 있으며 물과 쉽게 반응하여 염화 수소를 만들어 낸다.

## 역사
삼염화 인은 1808년 프랑스의 화학자 조제프 루이 게이뤼삭과 루이 자크 테나르가 칼로멜을 인과 함께 가열함으로써 처음 만들었다.

## 준비
P4 + 6 Cl2 → 4 PCl3

## 같이 보기
- 오염화 인